# Jednokratne turneje u uličnoj košarci u Hrvatskoj
Turneje u košarci 2 na 2, košarci 3 na 3 i košarci 4 na 4 sa 1 ili najviše 2 izdanja.

## Pobjednici i finalisti turnira
██ Pobjednici
██ Finalisti
██ Masters/Završnica/Finale
Napomena: 
Turniri su navedeni po slijedu održavanja.
U zagradama pored turnira je naveden ukupan broj ekipa koje su sudjelovale na turniru u konkurenciji i broj stranih ekipa - (ukupan broj;broj stranih, 0 ako niti jedna).

### Muškarci
| Grosbasket                | Grosbasket 3×3 Summer Tour                                | 2018. (kolovoz–rujan)                 | Zadar (;)                                              | Rijeka (;)                                                  | Split (;)                                                         | Zagreb (;)                                                 |                                                                |                                                       |                                                            |                             |                                                     |                                                          |                                                             |            |                                                                |                                                                |               |            |
| Grosbasket                | Grosbasket 3×3 Summer Tour                                | 2018. (kolovoz–rujan)                 | Iskusni dabrovi                                        | Oštarija Fortica                                            | Virusi                                                            | Old Cambio                                                 |                                                                |                                                       |                                                            |                             |                                                     |                                                          |                                                             |            |                                                                |                                                                |               |            |
| Grosbasket                | Grosbasket 3×3 Summer Tour                                | 2018. (kolovoz–rujan)                 |                                                        |                                                             |                                                                   |                                                            |                                                                |                                                       |                                                            |                             |                                                     |                                                          |                                                             |            |                                                                |                                                                |               |            |
| Grosbasket                | Grosbasket 3×3 Summer Tour                                | 2018. (kolovoz–rujan)                 | JDK                                                    | Zapadni Maljevi                                             | MVP                                                               | General Vasilije Mitu                                      |                                                                |                                                       |                                                            |                             |                                                     |                                                          |                                                             |            |                                                                |                                                                |               |            |
| Grosbasket                | Grosbasket 3×3 Summer Tour                                | 2018. (kolovoz–rujan)                 |                                                        |                                                             |                                                                   |                                                            |                                                                |                                                       |                                                            |                             |                                                     |                                                          |                                                             |            |                                                                |                                                                |               |            |
| HKS i EuroBasket 2015. ZG | Croatia Basketball Tour / EuroBasket 2015: Turniri 3 na 3 | 2015. (srpanj–30.8(XIII.)/1.9.(XIV.)) | Šibenik (;)                                            | Zadar (;)                                                   | Rijeka (;)                                                        | Pula (;)                                                   | Slavonski Brod (;)                                             | Osijek (;)                                            | Ljubuški (;)                                               | Mostar (0)                  | Drniš (;)                                           | Split (;)                                                | Karlovac (;)                                                | Zagreb (;) | Zagreb (;)                                                     | Velika Gorica (;)                                              |               |            |
| HKS i EuroBasket 2015. ZG | Croatia Basketball Tour / EuroBasket 2015: Turniri 3 na 3 | 2015. (srpanj–30.8(XIII.)/1.9.(XIV.)) | Crne zvijezde                                          | Mosa Fowiki                                                 | Kastav                                                            | Šijanski šljam                                             | Hebrang                                                        | Vrijednosnice                                         | Triple X (Mostar, Sarajevo)                                | Nije bilo seniorskih ekipa. | Stare Kuke                                          | Dobar je i kupus ko ga voli                              | Bezimeni                                                    | ??         | Warm up                                                        | Starci                                                         |               |            |
| HKS i EuroBasket 2015. ZG | Croatia Basketball Tour / EuroBasket 2015: Turniri 3 na 3 | 2015. (srpanj–30.8(XIII.)/1.9.(XIV.)) | Marko Grgac, Martin Jelić, Toni Lučev, Ivan Mikulandra | Nikola Blažević, Hrvoje Ćuška, Marin Knežević, Paolo Marčev | Josip Barnjak, Matija Katalinić, Oliver Ratko, Filip Savić        | Petar Grašo, Dino Maksimović, Vanja Perdija, Matej Radunić | Marko Karlović, Matej Karlović, Matej Kljujić, Mario Matusović | Arian Došen, Robert Kujundžić, Nikola Turalija        | Andrej Jelić, Damir Palata, Mladen Primorac                | Nije bilo seniorskih ekipa. | Krste Malenica, Petar Maleš, Alen Šikić, Miro Vlaić | Niko Buntić, Luka Katić, Luka Odak                       | Bruno Lipak, Tin Panjević, Antonio Špehar                   | ??         | Marijo Galić, Michael Grasić, Vanja Miletić, Miroslav Zadro    | Krešimir Grgin, Ivica Nogić, Robert Valpotić, Ivan Vucić       |               |            |
| HKS i EuroBasket 2015. ZG | Croatia Basketball Tour / EuroBasket 2015: Turniri 3 na 3 | 2015. (srpanj–30.8(XIII.)/1.9.(XIV.)) | Montebar                                               | Gladijatori                                                 | Bajo Moj                                                          | KK Pula                                                    | Neo Kvazi                                                      | Smitova djeca                                         | Quatro (Mostar)                                            | Nije bilo seniorskih ekipa. | 4 Cvrčka                                            | Haineken                                                 | Fišer grupa                                                 | ??         | Mosa Fowiki                                                    | Warm up                                                        |               |            |
| HKS i EuroBasket 2015. ZG | Croatia Basketball Tour / EuroBasket 2015: Turniri 3 na 3 | 2015. (srpanj–30.8(XIII.)/1.9.(XIV.)) | Aljoša Bauk, Krešo Dodig, Frane Mandić, Gojko Širko    | Marko Atelj, Ivica Bazina, Martin Crnjak, Dinko Kamber      | Vladimir Kovačević, Nikola Kruljac, Marin Mijaljević, Marko Škoda | Marko Antić, Endi Mohorović, Niko Travica                  | Edvin Havić, Nadro Matuško, Pavle Matuško                      | Jura Boras, Vedran Došen, Toni Kovač, Karlo Uljarević | Marinko Krtalić, Ivan Kuzman, Vedran Simović, Srđan Vujčić | Nije bilo seniorskih ekipa. | ??                                                  | Niko Buntić, Ivan Komadina, Luka Radoš, Duje Tomić-Ferić | Veljko Grilj, Damir Mijić, Dorian Ribarić, Tomislav Salopek | ??         | Hrvoje Ćuška, Zvonimir Baričević, Marin Knežević, Paolo Marčev | Bruno Martinjak, Ante Matijević, Vanja Miletić, Miroslav Zadro |               |            |
| Kia                       | Kia Basket Show 2 na 2                                    | 2011. (travanj–listopad)              | Pula (;)                                               | Rijeka (;)                                                  | Zadar (;)                                                         | Šibenik (;)                                                | Korčula (;)                                                    | Dubrovnik (;)                                         | Zagreb (;)                                                 | Varaždin (;)                | Koprivnica (;)                                      | Osijek (;)                                               | ??Čakovec (;)                                               | ??Senj (;) | ??Rab (;)                                                      | Split (;)                                                      | ??Korčula (;) | Zagreb (;) |
| Kia                       | Kia Basket Show 2 na 2                                    | 2011. (travanj–listopad)              |                                                        |                                                             |                                                                   |                                                            | Banje                                                          |                                                       | Bajt                                                       |                             |                                                     |                                                          |                                                             |            |                                                                |                                                                |               |            |
| Kia                       | Kia Basket Show 2 na 2                                    | 2011. (travanj–listopad)              |                                                        |                                                             |                                                                   | Luka Mijalić, Ante Pešić                                   | Hrvoje Fazinić, Antonio Marinović, Siniša Šeman                |                                                       | Saša Milanović, Tomislav Sandić, Miro Vranjić              |                             |                                                     |                                                          |                                                             |            |                                                                |                                                                |               |            |
| Kia                       | Kia Basket Show 2 na 2                                    | 2011. (travanj–listopad)              |                                                        |                                                             |                                                                   |                                                            | Skakavci                                                       |                                                       | Ninje                                                      |                             |                                                     |                                                          |                                                             |            |                                                                |                                                                |               |            |
| Kia                       | Kia Basket Show 2 na 2                                    | 2011. (travanj–listopad)              |                                                        |                                                             |                                                                   |                                                            | Zoran Brzulja, Duje Karaman, Mateo Mihočević                   |                                                       | Bojan Hrandek, Marko Hrandek                               |                             |                                                     |                                                          |                                                             |            |                                                                |                                                                |               |            |
| NLB liga i AND1           | Streetball NLB AND1 Tour                                  | 2007. (kolovoz–1.9.)                  | I.                                                     | I.                                                          | I.                                                                | I.                                                         | I.                                                             | I.                                                    | II.                                                        |                             |                                                     |                                                          |                                                             |            |                                                                |                                                                |               |            |
| NLB liga i AND1           | Streetball NLB AND1 Tour                                  | 2007. (kolovoz–1.9.)                  | Zagreb (;)                                             | Izola (;)                                                   | Banja Luka (;)                                                    | Beograd (;)                                                | Skopje (;)                                                     | Podgorica (;)                                         | Ljubljana (;)                                              |                             |                                                     |                                                          |                                                             |            |                                                                |                                                                |               |            |
| NLB liga i AND1           | Streetball NLB AND1 Tour                                  | 2007. (kolovoz–1.9.)                  |                                                        |                                                             |                                                                   |                                                            |                                                                |                                                       |                                                            |                             |                                                     |                                                          |                                                             |            |                                                                |                                                                |               |            |
| NLB liga i AND1           | Streetball NLB AND1 Tour                                  | 2007. (kolovoz–1.9.)                  |                                                        |                                                             |                                                                   |                                                            |                                                                |                                                       |                                                            |                             |                                                     |                                                          |                                                             |            |                                                                |                                                                |               |            |
| NLB liga i AND1           | Streetball NLB AND1 Tour                                  | 2007. (kolovoz–1.9.)                  |                                                        |                                                             |                                                                   |                                                            |                                                                |                                                       |                                                            |                             |                                                     |                                                          |                                                             |            |                                                                |                                                                |               |            |
| NLB liga i AND1           | Streetball NLB AND1 Tour                                  | 2007. (kolovoz–1.9.)                  |                                                        |                                                             |                                                                   |                                                            |                                                                |                                                       |                                                            |                             |                                                     |                                                          |                                                             |            |                                                                |                                                                |               |            |

### Žene
| Organizator(i)            | Naziv turneje                                             | Godina                                | Turniri     | Turniri   | Turniri                                                 | Turniri  | Turniri                                                      | Turniri                                       | Turniri      | Turniri                                                    | Turniri   | Turniri   | Turniri                                                       | Turniri    | Turniri    | Turniri                  |
| Organizator(i)            | Naziv turneje                                             | Godina                                | I.          | II.       | III.                                                    | IV.      | V.                                                           | VI.                                           | VII.         | VIII.                                                      | IX.       | X.        | XI.                                                           | XII.       | XIII.      | XIV.                     |
| ------------------------- | --------------------------------------------------------- | ------------------------------------- | ----------- | --------- | ------------------------------------------------------- | -------- | ------------------------------------------------------------ | --------------------------------------------- | ------------ | ---------------------------------------------------------- | --------- | --------- | ------------------------------------------------------------- | ---------- | ---------- | ------------------------ |
| HKS i EuroBasket 2015. ZG | Croatia Basketball Tour / EuroBasket 2015: Turniri 3 na 3 | 2015. (srpanj–30.8(XIII.)/1.9.(XIV.)) | Šibenik (;) | Zadar (;) | Rijeka (;)                                              | Pula (;) | Slavonski Brod (;)                                           | Osijek (;)                                    | Ljubuški (;) | Mostar (;)                                                 | Drniš (;) | Split (;) | Karlovac (;)                                                  | Zagreb (;) | Zagreb (;) | Velika Gorica (0)        |
| HKS i EuroBasket 2015. ZG | Croatia Basketball Tour / EuroBasket 2015: Turniri 3 na 3 | 2015. (srpanj–30.8(XIII.)/1.9.(XIV.)) | ??          | ??        | Mi-Rijeka                                               | ??       | Snaše                                                        | 5,6, sedam                                    | ??           | Frizerski salon Sofija                                     | ??        | ??        | Zadnja šansa                                                  | ??         | ??         | Nije bilo ženskih ekipa. |
| HKS i EuroBasket 2015. ZG | Croatia Basketball Tour / EuroBasket 2015: Turniri 3 na 3 | 2015. (srpanj–30.8(XIII.)/1.9.(XIV.)) | ??          | ??        | Mia Čop, Ana Marija Klasan, Lorena Leoni, Josipa Tuftan | ??       | Martina Jelavić, Martina Pandža Brnić, Dora Sedlo, Iva Šarić | Helena Horjan, Katarina Matić, Viktoria Rajić | ??           | Petra Bakula, Lucija Begić, Iva Lončar, Sofija Miličević   | ??        | ??        | Tina Božiček, Antonija Jurić, Ema Meštrović, Branka Vukičević | ??         | ??         | Nije bilo ženskih ekipa. |
| HKS i EuroBasket 2015. ZG | Croatia Basketball Tour / EuroBasket 2015: Turniri 3 na 3 | 2015. (srpanj–30.8(XIII.)/1.9.(XIV.)) | ??          | ??        | Zanira (??ili Zaniru)                                   | ??       | Brodarice                                                    | Nikave                                        | ??           | Zmajevi                                                    | ??        | ??        | Jokeri                                                        | ??         | ??         | Nije bilo ženskih ekipa. |
| HKS i EuroBasket 2015. ZG | Croatia Basketball Tour / EuroBasket 2015: Turniri 3 na 3 | 2015. (srpanj–30.8(XIII.)/1.9.(XIV.)) | ??          | ??        | ??                                                      | ??       | ??                                                           | ??                                            | ??           | Danijela Drinovac, Ana Gakić, Katarina Pavlović, Tea Perić | ??        | ??        | Petra Benković, Helena Divčić, Katarina Mikšić                | ??         | ??         | Nije bilo ženskih ekipa. |

## O turnejama

### Grosbasket 3×3 Summer Tour 2018.
Također nazivana GB Summer Tour 2018. Turniri su bili ograničeni na 24 ekipe, jednodnevni i igralo se po FIBA 3×3 pravilima.

### Croatia Basketball Tour 2015.
Organizirali Hrvatski košarkaški savez i "EuroBasket 2015. Zagreb".
Turniri su bili ograničeni na 16 ekipa, jednodnevni i igralo se po ??FIBA 3×3 pravilima. Broj turnira mijenjao se tijekom održavanja turneje, odnosno u toku turneje dodavali su se novi turniri.

### Kia Basket Show 2 na 2 2011.
Organiziran u sklopu Kia Road Showa (Kia ga organizira od 2009.), Kia Road & Streetbasket Show / Kia Road & Basket Show.
Organizirala Kia u 11(??) hrvatskih i 10 slovenskih gradova u svrhu prezentacije Kijinih vozila i novosti iz Kijinog svijeta.
To je premijerno 2 na 2 natjecanje u košarci u Hrvatskoj i okolici.

### Streetball NLB AND1 Tour 2007.
Svi osim završnog turnira igrali su se u isto vrijeme. Turniri su zamišljeni kao jednodnevni, ali u slučaju velikog broja prijavljenih ekipa predviđeno je bilo dvodnevno natjecanje. Pobjednik i finalist svakog turnira kvalificirali su se za završnicu u Ljubljani. Igralo se 4 na 4 i na dva koša.

## Vanjske poveznice
- [neaktivna poveznica]
- FIBA 3x3
- playFIBA 3×3